# Corona (Kalifornie)
Corona je město na severozápadu Riverside County v Kalifornii. Ve městě žije přibližně 157 tisíc obyvatel.

## Etymologie
Corona znamená španělsky koruna nebo věnec. Původně se město nazývalo South Riverside, jeho obyvatelé však chtěli název odlišit od severněji položeného Riverside.

## Obyvatelstvo
| Rok  | Počet obyvatel | % ±     |
| ---- | -------------- | ------- |
| 1900 | 1 434          | —       |
| 1910 | 3 540          | 146,9 % |
| 1920 | 4 129          | 16,6 %  |
| 1930 | 7 018          | 70,0 %  |
| 1940 | 8 764          | 24,9 %  |
| 1950 | 10 223         | 16,6 %  |
| 1960 | 13 336         | 30,5 %  |
| 1970 | 27 519         | 106,4 % |
| 1980 | 37 791         | 37,3 %  |
| 1990 | 76 095         | 101,4 % |
| 2000 | 124 966        | 64,2 %  |
| 2010 | 152 374        | 21,9 %  |
| 2020 | 157 136        | 3,1 %   |

| Původ                   | 2000   | 2010   | 2020   | 2000 (%) | 2010 (%) | 2020 (%) |
| ----------------------- | ------ | ------ | ------ | -------- | -------- | -------- |
| Běloši                  | 58 784 | 58 087 | 49 860 | 47,04 %  | 38,12 %  | 31,73 %  |
| Černoši a Afroameričané | 7 704  | 8 333  | 8 136  | 6,16 %   | 5,47 %   | 5,18 %   |
| Původní obyvatelé       | 490    | 422    | 461    | 0,39 %   | 0,28 %   | 0,29 %   |
| Asiaté                  | 9 239  | 14 650 | 18 482 | 7,39 %   | 9,61 %   | 11,76 %  |